# David Franzoni
Pour les articles homonymes, voir Franzoni.
David Harold Franzoni, né le 4 mars 1947, est un scénariste américain dont les principaux scripts sont ceux des films Le Roi Arthur, Gladiator, Amistad et Jumpin' Jack Flash.
Franzoni a des liens proches avec le studio DreamWorks Pictures et Steven Spielberg.
Après avoir obtenu son diplôme à l'université du Vermont, dans les années 1970, David Franzoni est parti pour un voyage en moto à travers le monde : parti de New York, il est allé en Europe, au Moyen-Orient, en Asie du Sud, en Australie et en Amérique latine. À ce jour, il est toujours un collectionneur passionné de motos.
Franzoni a un frère, Robert, qui habite dans le Vermont. Il travaille avec des étudiants intéressés par la réalisation.
David Franzoni habite à Malibu, en Californie.

## Filmographie

### Scénariste
- Jumpin' Jack Flash (1986) (sous le nom de David H. Franzoni)
- Citizen Cohn (1992) (TV)
- Amistad (1997)
- Gladiator (2000)
- Le Roi Arthur (2004)

### Coproducteur / producteur
- Gladiator (2000)
- 2024 : Gladiator 2 de Ridley Scott